# دریاچه بهشت
دریاچه بهشت (انگلیسی: Eden Lake) فیلمی در ژانر ترسناک دلهره‌آور به نویسندگی و کارگردانی جیمز واتکینز است که در سال ۲۰۰۸ منتشر شد.

## داستان
جنی (کلی رایلی) که معلم مهد کودک است، با دوست‌پسرش استیو (مایکل فاسبندر) با یکدیگر به دریاچه‌ای بکر می‌روند. استیو که برنامه دارد به وی پیشنهاد ازدواج بدهد مکانی آرام پیدا کرده‌است: دریاچه‌ای دورافتاده که در جنگل محصور شده و به ظاهر خالی از سکنه است. آرامش این زوج وقتی که دسته‌ای نوجوان شرور به چادر آن‌ها نزدیک می‌شوند، بهم می‌ریزد. بچه‌ها که از آزار دادن این زوج لذت می‌برند، از آن‌ها دزدی می‌کنند و ماشینشان را خراب می‌کنند و آن‌ها را در آنجا محصور می‌کنند. وقتی استیو با بچه‌ها ملاقات می‌کند با درگیری خشونت‌آمیز آن‌ها روبرو می‌شود. جنی در این حین برای فرار از جنگل درگیر یک بازی بی‌رحمانه موش و گربه می‌شود.

## بازیگران
- کلی رایلی - جنی
- مایکل فاسبندر - استیو
- جک اوکانل - برت
- جیمز گاندی - آدام
- توماس ترگوس کوپر
- برانسون وب - ریس
- شان دولی - جان
- فین اکتینز پیج
- توماس گیل - ریکی
- جیمز باروز - هری

## بازخورد
این فیلم اغلب با نقدهای مثبتی روبرو شد. دنیس هاروی برای مجلهٔ ورایتی این فیلم را نقد کرد و آن را با آخرین خانه در سمت چپ و سالار مگس‌ها مقایسه کرد. پیتر بردشاو از گاردین در مورد فیلم گفت: «این برای من مثل بهترین فیلم ترسناک بریتانیایی در سال‌های متمادی است: کثیف، ترسناک و خشمناک مثل یک طبل.» و استنتاج کرد که فیلم «به نحوی استثنایی خوش‌ساخت، بیرحمانه مفرط و ناراحت‌کننده» بود. با این حال، برخی منتقدان دیگر این فیلم را مورد نکوهش قرار داده‌اند و آن را محرکی برای تبعیض طبقاتی علیه طبقه کارگر در بریتانیا تعبیر کرده‌اند.